# DJ Isaac
DJ Isaac (de son vrai nom Roel Schutrups, né le 8 juin 1974 à Winschoten) est un producteur et DJ néerlandais de hardstyle. 
Il est considéré par la presse spécialisée comme parmi les vétérans de la scène hard dance, et pionnier du hardstyle.

## Biographie
DJ Isaac perce en 1995 avec sa première publication officielle Bad Dreams. Dans le morceau Bad Dreams, l'artiste utilise un sample de la chanson Wuthering Heights de Kate Bush. Par la suite, Roel publie des succès comme Go Insane, Face Down Ass Up, On the Edge, Bitches, DJ, Ease My Mind, Stick Em, Digital Nation et des remixes entre autres pour Martin Garrix, Dash Berlin, et Yellow Claw. 
En 2000, Roel Schutrups participe à quatre morceaux de l'album Who Needs Guitars Anyway d'Alice Deejay. En 2003, Schutrups fonde son propre label, X-Rate Records. Au cours de sa carrière, Schutrups joue à des festivals tels que Electric Daisy Carnival, Defqon.1, Qlimax, Decibel Outdoor, Laundry Day et Tomorrowland,. En 2005, il entame une tournée mondiale. Depuis 2009, Isaac organise un podcast mensuel, Isaac's Hardstyle Sessions,. 
En 2018, il publie avec Technoboy (TNT) le morceau Rave Now. Beaucoup plus tard, il sort son titre Feel So Good, en 2023, accompagné d'un clip.

## Discographie

### Singles notables
- 1996 : DJ Isaac - I Wanna Be a Gabber Baby
- 2010 : DJ Isaac - Tear the Club Up
- 2010 : Wildstylez & Isaac - Lost in Music
- 2011 : DJ Isaac - Bitches
- 2016 : Crystal Lake & DJ Isaac - Pirates
- 2021 : DJ Isaac -  Follow Me[9]
- 2022 : DJ Isaac - Loving You 2022
- 2022 : DJ Isaac & D-Block & S-te-Fan - Slave to the Rave
- 2023 : DJ Isaac - Feel So Good[8]

### Remixes notables
- Creeds - Push Up (DJ Isaac Remix)
- D-Block & S-te-Fan - Takin' off! (DJ Isaac Remix)
- Dash Berlin - Heaven (DJ Isaac Remix)
- Martin Garrix - Animals (DJ Isaac Remix)
- Yellow Claw & LNY TNZ - Last Night Ever (DJ Isaac Remix)
- Dash Berlin - Till the Sky Falls Down (Isaac Remix)
- DJ Mad-E-Fact - The Hustle (DJ Isaac Remix)
- Mental Shock - Experience Vol. 2 (DJ Isaac Remix)
- Mike Heart - Sex Machine (DJ Isaac Remix)
- Organ Donors - Throw a Diva (Isaac Remix)
- 2Pac feat. Dr. Dre - California Love (Isaac Remix)
- Razzle Dazzle Trax - Rattlebrain (DJ Isaac's Overdrive Remix)